# … der werfe den ersten Stein
… der werfe den ersten Stein ist ein 1960 entstandener Kinofilm nach wahren Begebenheiten im Leben des sozial und in der Häftlingsbetreuung engagierten Jesuitenpriesters Charles Dismas Clark (1901–1963) mit Don Murray in der Hauptrolle. In diesem Drama „gab der Künstler eine darstellerische tour de force als sozial engagierter Priester Reverend Charles Dismas Clark, der sich der Fürsorge junger Straftäter verschreibt. Murray zeichnete bei diesem wegen seiner Ernsthaftigkeit und Tristesse wenig massentauglichen Thema auch als Co-Produzent und Drehbuchmitautor verantwortlich.“ Als Murrays Mitspieler in der Rolle eines auf seine Hinrichtung wartenden, noch jugendlichen Mörders überzeugte der Kino-Debütant Keir Dullea. Regie führte Irvin Kershner. 

## Handlung
Pater Charles Dismas Clark arbeitet als Jesuitenpriester in St. Louis (Missouri) und hat sich ganz der Betreuung von straffällig gewordenen Menschen verschrieben, die ihre Haft im Gefängnis absitzen. Sein Streben ist es, diesen Verurteilten eines Tages, nach ihrer Haftverbüßung, die Wiedereingliederung in die Gesellschaft zu ermöglichen. Dabei hilft ihm die Tatsache, dass Clark sich als einer von ihnen gibt, nicht übertrieben moralisiert und ihre Sprache spricht. Rasch gewinnt der Ordensmann das Vertrauen dieser Leute. Ein besonderer Fall ist der noch sehr junge Billy Lee Jackson, der vor kurzem aus dem Staatsgefängnis von Missouri entlassen wurde. Clark findet Gefallen an dem jungen Mann, der ihn in der einen oder anderen Weise ein wenig an ihn selbst erinnert. Der rebellische Jackson scheint darüber hinaus in so manchem Anklagepunkt zu Unrecht verurteilt worden zu sein. Pater Charles engagiert sich daraufhin mit großem Eifer um Billy Lee und verschafft ihm einen Job auf einem Markt. 
Pater Clark steht in seinem Kampf für die Gestrauchelten nicht ganz allein. Ihm zur Seite stehen die junge Gesellschaftsdame Ellen Henley, die sich für Billys Rehabilitierung engagiert, und Louis Rosen, ein erfolgreicher Strafverteidiger, der sich allen juristischen Fragen widmet und den Clark-Schützlingen im Bedarfsfall vor Gericht zur Seite steht. Im Bemühen, seinen Schutzbefohlenen eine Heimstatt für die Übergangszeit in der Freiheit anbieten zu können, sammelt Pater Clark auch Geld und errichtet mit diesen Mitteln das sogenannte Halfway House. Alles scheint in die richtigen Bahnen zu verlaufen, da muss der Jesuitenpater ausgerechnet bei seinem Lieblingsschützling Billy Lee einen schweren Rückschlag hinnehmen. Der junge Mann wird von seinem Chef gefeuert, da dieser ihm einen Diebstahl unterstellt, den Billy Lee jedoch nicht begangen hat. Der ist darüber derart erzürnt, dass er plant, sich am Marktbetreiber zu rächen, und überfällt mit seinem Kumpel Pio Gentile den Markt. 
Einer der Marktleiter attackiert während des Raubversuchs Billy Lee mit einer Brechstange, worauf dieser in Panik eine Waffe zückt und den Angreifer erschießt. Die Polizei jagt die beiden Räuber und stellt Billy Lee in einem verlassenen Haus. Um es nicht zum Äußersten kommen zu lassen, schaltet man Pater Clark ein, der sofort hierhin eilt und Billy Lee davon überzeugt, sich zu ergeben. Es kommt zu einer Gerichtsverhandlung, in der Billy Lee Jackson des Mordes angeklagt und zum Tode verurteilt wird. Clark gibt auch jetzt seinen Schützling nicht auf und betreut ihn selbst im Todestrakt. Mit einem Bibel-Gleichnis versichert Clark Billy Lee sein Seelenheil im Jenseits und ein ewiges Leben nach dem Tode. Schließlich stirbt Billy Lee Jackson in der Gaskammer. Bedrückt kehrt Pater Clark zum Halfway House zurück, wo er auf den zwar betrunkenen aber reuigen Sünder Pio trifft.

## Produktionsnotizen
… der werfe den ersten Stein – ein Filmstoff, der dem erklärten Pazifisten und Todesstrafengegner Murray besonders am Herzen lag – entstand 1960 vor Ort in St. Louis und wurde am 26. März 1961 uraufgeführt. Die Deutschland-Premiere fand am 4. August 1961 statt, die erste deutsche Fernsehausstrahlung war am 18. November 1968 im ZDF. 
Jack Poplin gestaltete die Filmbauten, Karl Brainard war Ausstatter, Alexis Davidoff entwarf die Kostüme. Der echte Charles Dismas Clark wirkte an diesem Film als Berater mit.
Das ehemalige Model Cindi Wood (1930–1983), das hier die weibliche Hauptrolle verkörperte, war 30 Jahre lang die Ehefrau des Produzenten Walter Wood (1921–2010).

## Wissenswertes
Der deutsche Verleihtitel nimmt Bezug auf ein Bibelzitat. Dort heißt es bei Johannes 8,7: “Wer unter euch ohne Sünde ist, der werfe den ersten Stein auf sie.”

## Auszeichnungen
- Der Film war 1961 bei den Filmfestspielen in Cannes für die Goldene Palme nominiert und erhielt dort den OCIC Preis.
- Ebenfalls 1961 wurde … der werfe den ersten Stein mit dem NBR Award ausgezeichnet.

## Kritiken
In der New-York-Times-Ausgabe vom 3. April 1961 konnte man lesen: “Eine unschlagbar düstere, ernsthafte und aktionsreiche Anklage gegenüber einer kompromisslosen Haltung bezüglich ehemaligen Verurteilten und gegenüber der Todesstrafe. Die Geschichte entwickelt sich dank einer unprätentiösen, dokumentarische Handhabe, als hartes und überzeugendes, wenngleich auch beunruhigendes Drama. Aber es ist Drama, in dem einige Motivationen verschwommen erscheinen, in dem Hintergründe gelegentlich skizzenhaft sind und in dem die Wahrheit vielleicht um des Dramas willen verzerrt wurde. Trotz seiner Mängel ist bei "The Hoodlum Priest " das Engagement, die Hingabe und die Geschichte stark spürbar.”
Der Movie & Video Guide konstatierte „… hervorragende Schauspielkunst ...“
In Kay Wenigers Das große Personenlexikon des Films ist in der Biografie des Regisseurs Kershner zu lesen: Diesem gelang „1960 ein kleines Meisterwerk mit dem erschütternden Todesstrafen-Drama „...der werfe den ersten Stein“. Erzählt wurde die stringent aufgebaute und strukturierte Geschichte eines jugendlichen Mörders, der im Todestrakt eines Staatsgefängnisses auf seine Hinrichtung wartet und nur bei einem Geistlichen echten, tief empfundenen Beistand erfährt.“ In Keir Dulleas Biografie steht: „Mit einem Ruf behaftet, ein beachtlicher Darsteller verstörter, psychisch labiler oder rebellischer Jugendlicher und junger Männer zu sein, wurde der 24jährige 1960 für die zweite Hauptrolle des im Todestrakt auf seine Hinrichtung wartenden Mörders Billy Lee Jackson in dem Gefängnisdrama „...der werfe den ersten Stein“ verpflichtet. Dullea gab mit diesem Kino-Einstand eine beachtliche Kostprobe seines Könnens.“
Halliwell’s Film Guide befand: „Einigermaßen gut gemacht, sehr deprimierender, pessimistischer Brocken von sozialem Gewissen … “.
Im Lexikon des internationalen Films heißt es: „Die bis zur Selbstaufgabe reichenden Versuche des amerikanischen Jesuiten Clark, ehemaligen Strafgefangenen zu helfen. Sein schwieriges Lebenswerk in einer Welt der Grausamkeit wird vor allem am Fall eines Mörders deutlich, den er in die Gaskammer begleitet.“